# Times of Lore
Times of Lore è un videogioco di ruolo fantasy pubblicato nel 1988-1989 dalla Origin Systems per i computer Amiga, Amstrad CPC, Apple II, Atari ST, Commodore 64, MS-DOS e ZX Spectrum. Nel 1990 venne pubblicato anche per la console NES dalla Toho Co.
Times of Lore si svolge con azione in tempo reale e con meccaniche di gioco molto semplici nel suo genere, a volte infatti venne classificato anche come avventura dinamica.

## Trama
Il regno di Albareth è afflitto da scorrerie di briganti e mostri dopo che il re Valwyn, partito per un lungo viaggio, non ha più fatto ritorno. Anni prima Valwyn, grazie anche all'aiuto di tre oggetti magici, era riuscito a pacificare il regno e ottenere la fedeltà dei barbari offrendo loro la città di Ganestor, ma ora i signori locali non riconoscono più l'autorità centrale e sono arrivati anche ad attaccare Ganestor riportando Albareth nel caos. Il protagonista solitario può essere un barbaro, una valchiria o un cavaliere in armatura e deve svolgere una serie di missioni che coinvolgono il ritrovamento dei tre oggetti magici. Partendo da una taverna amichevole nella capitale Eralan, si avventurerà sull'ampio territorio del regno e dentro altri villaggi e edifici. Si scoprirà che Valwyn è rimasto vittima di un assassinio e alla fine, al ritrovamento dell'ultimo oggetto, sarà il protagonista stesso a essere acclamato come nuovo re.

## Modalità di gioco
A inizio partita il giocatore può scegliere se controllare il barbaro, la valchiria o il cavaliere, che hanno prestazioni diverse, ma le differenze non vengono dichiarate esplicitamente. Lo scenario, liberamente esplorabile, è composto in tutto da circa 13000 luoghi esterni e interni, su una mappa base di 100 x 50 = 5000 schermi, con altri luoghi collegati da scale.
La visuale in gioco è dall'alto, inclinata per dare un leggero effetto di tridimensionalità, e mostra i dintorni del protagonista con scorrimento in tutte le direzioni. La visuale occupa circa metà dello schermo, o anche di meno a seconda delle versioni, mentre il resto è occupato principalmente da un'area stile pergamena per i messaggi di testo e da un menù a icone; solo nella versione NES la visuale occupa tutto lo schermo e il resto è a scomparsa. Si incontrano nemici e personaggi amichevoli, di un numero ridotto di tipi, tutti con proprie animazioni.
Il protagonista si muove nelle quattro direzioni cardinali, ma non in diagonale. Ha un'arma da mischia fissa e può trovarne poche altre. La sua energia vitale è rappresentata da una candela che si consuma in seguito agli attacchi nemici e alla mancanza di cibo. Dormire in una taverna fa ottenere una ricarica completa, ed è anche l'unico modo per salvare la partita.
Le icone diventano accessibili premendo un apposito tasto e sono: parlare con un personaggio, esaminare (per osservare un oggetto o cercare qualcosa di non immediatamente visibile), vedere l'inventario del materiale posseduto, prendere, lasciare (per liberare spazio nell'inventario; non presente su NES), usare un oggetto posseduto, offrire un oggetto a un personaggio, opzioni di gioco (vedi punteggio, carica partita, pausa; non presente su NES).
Nei luoghi civilizzati, di solito piccoli villaggi, si incontrano personaggi pacifici con cui dialogare, per ottenere indizi utili e talvolta per essere indirizzati alla prossima missione. Il dialogo avviene con menù a scelta multipla; si può scegliere di chiacchierare in modo generico o domandare di argomenti specifici. Questi ultimi sono disponibili sotto forma di "parole chiave", che vengono aggiunte ai menù man mano che, dialogando, si apprende l'esistenza di nuovi eventi e situazioni.
Fuori dalle città è frequente incontrare avversari, specialmente briganti armati di arco e orchi, che si possono combattere o cercare di evitare, muovendosi in tempo reale. Il combattimento consiste semplicemente nello stare di fronte all'avversario e premere il pulsante di fuoco. Di solito un nemico si elimina con due o tre attacchi, poi scompare con una breve animazione della sua riduzione a scheletro e sepoltura, e può lasciare oggetti utili: denaro, cibo o oggetti magici. È possibile attaccare anche i pacifici abitanti dei villaggi, ma ha effetti deleteri, essendo necessaria la loro collaborazione per progredire nell'avventura.
I testi a video sono in inglese, ma su Atari ST è possibile selezionare anche francese o tedesco, e per Amstrad CPC esiste almeno una versione in francese.
Con le edizioni originali era fornita una mappa cartacea di Albareth.

## Sviluppo
Il principale ideatore di Times of Lore è Chris Roberts, allora alla sua prima esperienza con un videogioco professionale. All'età di 19 anni Roberts stava lavorando indipendentemente a Ultra Realm per Commodore 64, precursore di ciò che sarebbe diventato Times of Lore. Roberts aveva da poco ingaggiato come collaboratore l'artista di giochi di ruolo Denis Loubet (collaborazione che durò poi fino a metà della serie Wing Commander), quando Loubet venne assunto alla Origin Systems. Loubet voleva comunque continuare anche il suo lavoro al gioco di Roberts, e la Origin suggerì un incontro e l'eventuale acquisizione del progetto. Roberts aveva già proposto Times of Lore a due dei più importanti editori, Electronic Arts e Brøderbund, ma nonostante la ricca offerta della EA optò per lavorare alla Origin per varie preferenze personali.
Times of Lore ricorda The Faery Tale Adventure del 1987 per il paesaggio e l'aspetto grafico dell'azione. Venne influenzato dai giochi di ruolo per console del periodo per quanto riguarda l'immediatezza dell'interfaccia.
La versione originale per Commodore 64 venne programmata da Chris Roberts e Paul C. Isaac, con programmazione aggiuntiva di Martin Galway (autore anche di musica e audio), Chris Yates e Ken Arnold, mentre la grafica di gioco e di copertina è attribuita a Denis Loubet. La Origin realizzò internamente anche le versioni Apple II e MS-DOS; le conversioni Amiga, Atari ST, Amstrad CPC e ZX Spectrum vennero realizzate dalla sviluppatrice britannica Imagitec Design.

## Eredità
La Origin Systems riutilizzò un'interfaccia simile a quella di Times of Lore nel post-apocalittico Bad Blood del 1990.
Richard Garriott fu influenzato dall'interfaccia a icone di Times of Lore nella realizzazione di Ultima VI, edito da Origin nel 1990.
Garriott lo cita tra le fonti di ispirazione anche per Ultima VII: The Black Gate del 1992.